# 若葉 (新宿區)
若葉（日语：／ Wakaba */?）是東京都新宿區的町名。現行行政地名是若葉一丁目至若葉三丁目。未施實住居表示。2013年8月1日為止的人口有4,177人。郵遞區號為160-0011。

## 地理
位於新宿區東南部，北與東接新宿區四谷一、二丁目，東與南通港區元赤坂，西南鄰新宿區南元町，西連須賀町。
町域東南部有JR中央線高架（信濃町站 - 四谷站）與平行的首都高速4號新宿線（外苑 - 三宅坂JCT）的高架橋。從新宿方向過來的中央線與首都高速道路從若葉1丁目南端的崖穿入若葉1丁目台地地底，中央線隧道稱為「御所隧道」，首都高速稱為「赤坂隧道」。
二丁目附近有許多寺院。

## 歷史
町内的谷筋一帶在戰前以前稱為「鮫河橋」（さめがはし），在東京人口流入快速的明治至昭和初期，是東京市內主要的貧民窟之一。
「若葉」的地名是東京都制施行的1943年（昭和18年）7月，廢除「鮫河橋谷町」與「元鮫河橋南町」等町名後新制定的町名。

### 地名由來
「若葉」是東京都制施行所訂定的全新町名。意為新葉、嫩葉，代表重新出發。

### 沿革
- 1943年（昭和18年）7月　東京都四谷區若葉（一、二、三丁目）成立
- 1947年（昭和22年）3月　改為新宿區若葉（一、二、三丁目）

## 交通
町域內沒有鐵路車站，西方有東京地下鐵丸之內線四谷三丁目站，南方有中央、總武緩行線信濃町站，東方有東京地下鐵丸之內線、東京地下鐵南北線、JR中央線四谷站。

## 設施
- 學習院初等科
- 祥山寺
- 法藏寺
- 真英寺
- 東福院
- 妙行寺
- 真成寺
- 蓮乘院
- 信壽院
- 愛染院 - 高松喜六之墓、塙保己一之墓。
- 西念寺 - 服部半藏之墓與槍。還有德川家康長男松平信康的供養塔。
- 鯛魚燒「若葉」（たいやき わかば） - 將地名作為店名的知名鯛魚燒店。
- 三國 - 餐廳
- 丸正若葉店

過去文化放送也位於町內，但2006年7月已遷至港區濱松町。

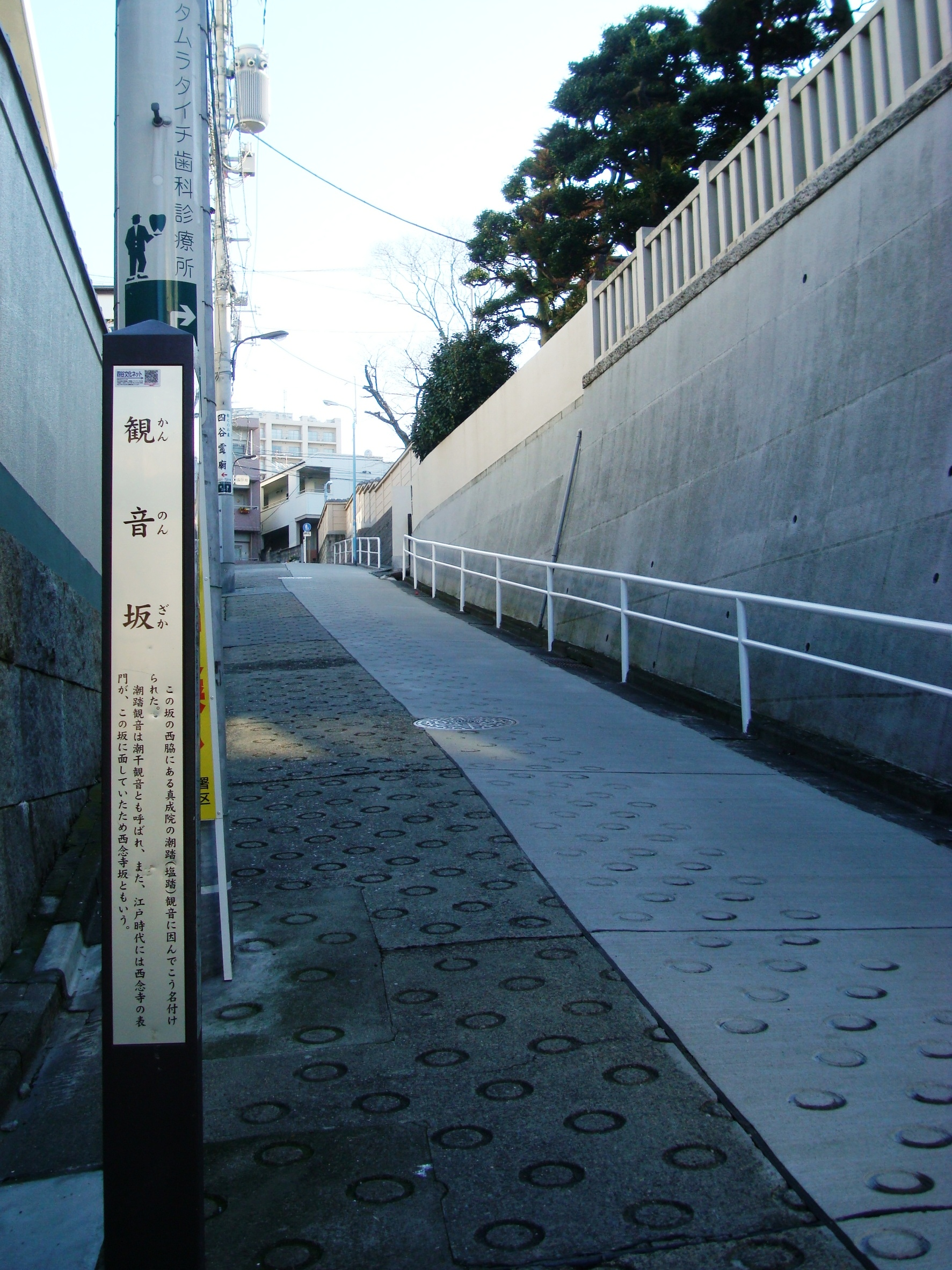
若葉2丁目的觀音坂
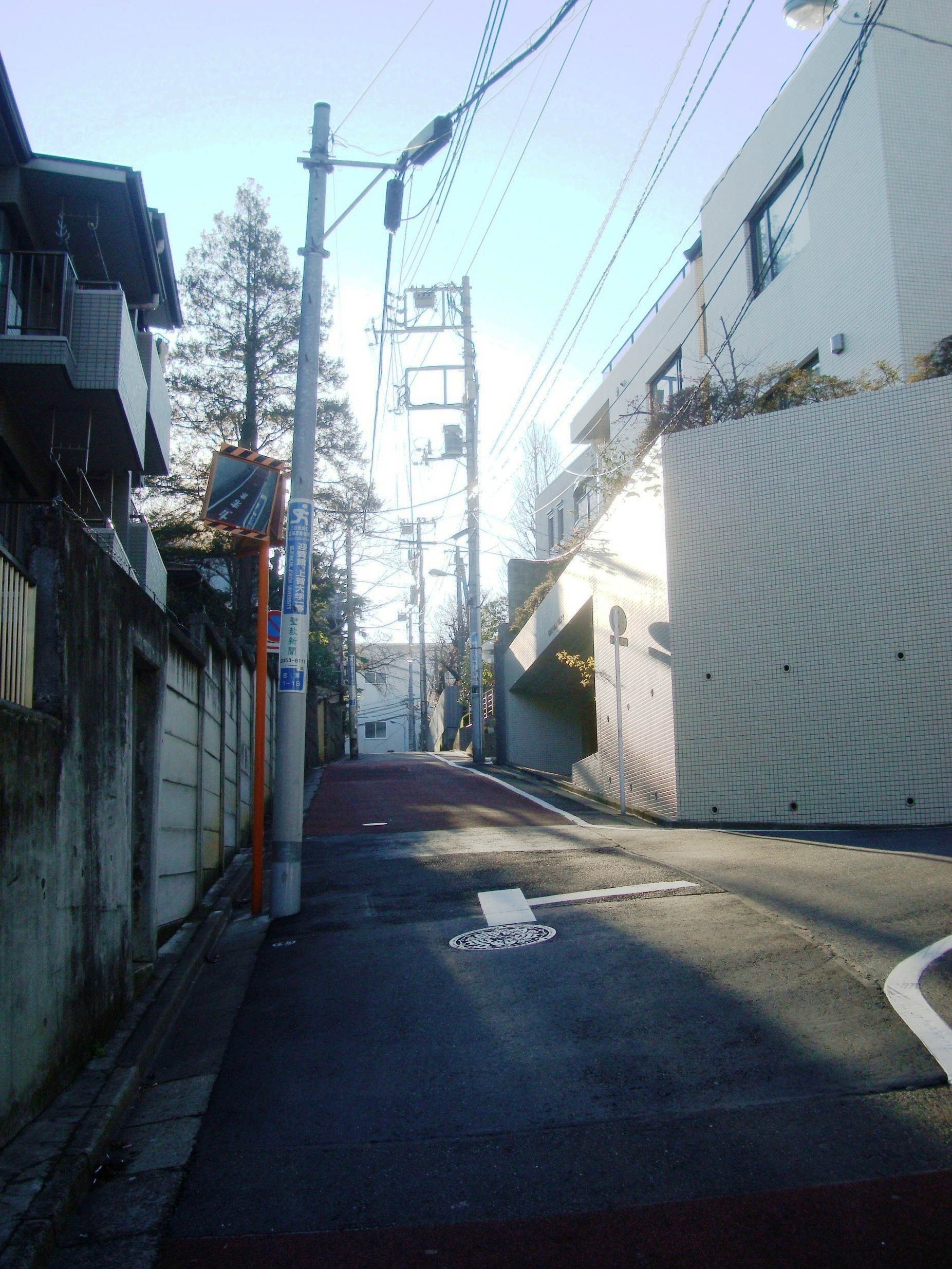
若葉1丁目的鐵砲坂
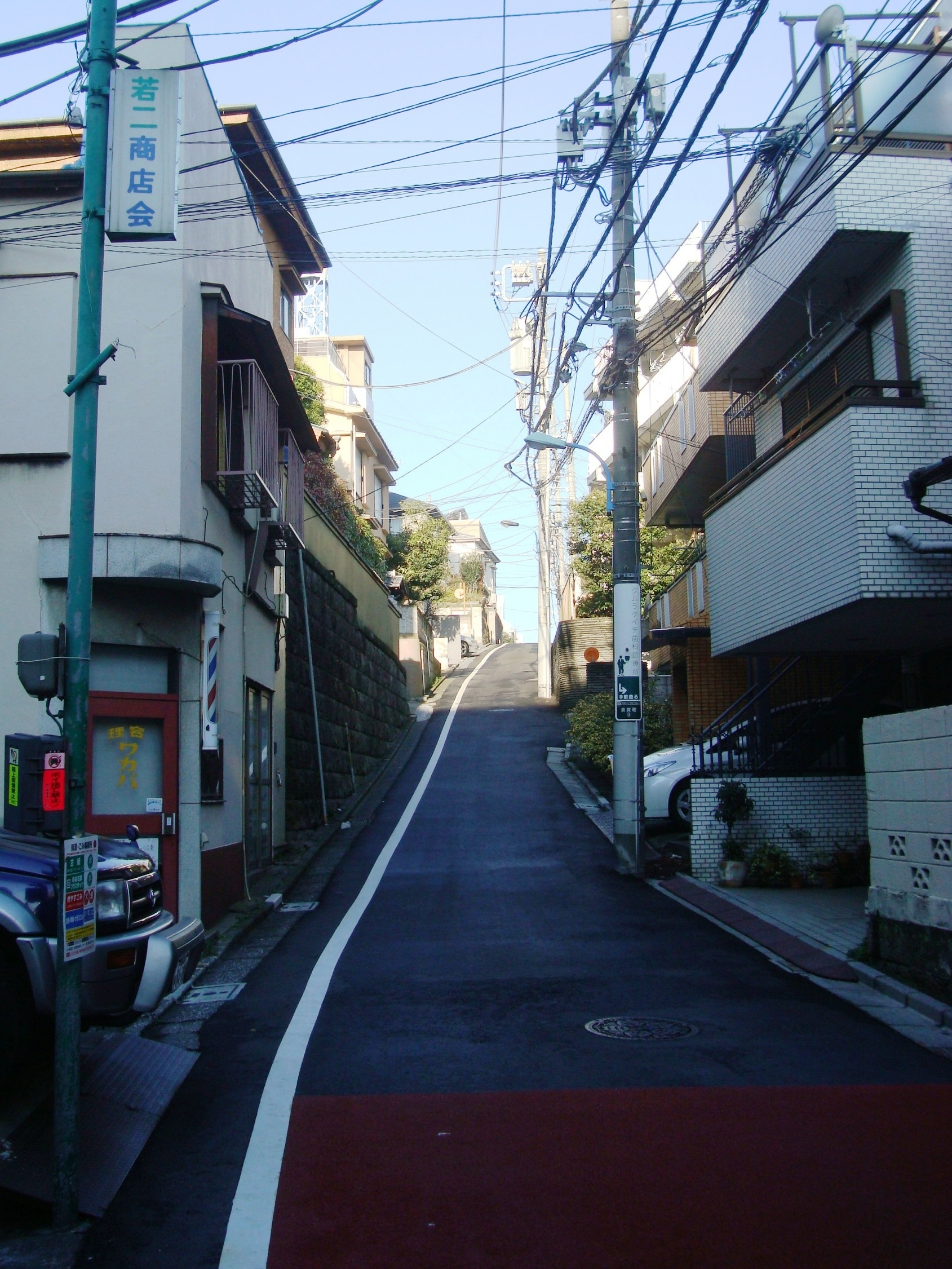
戒行寺坂
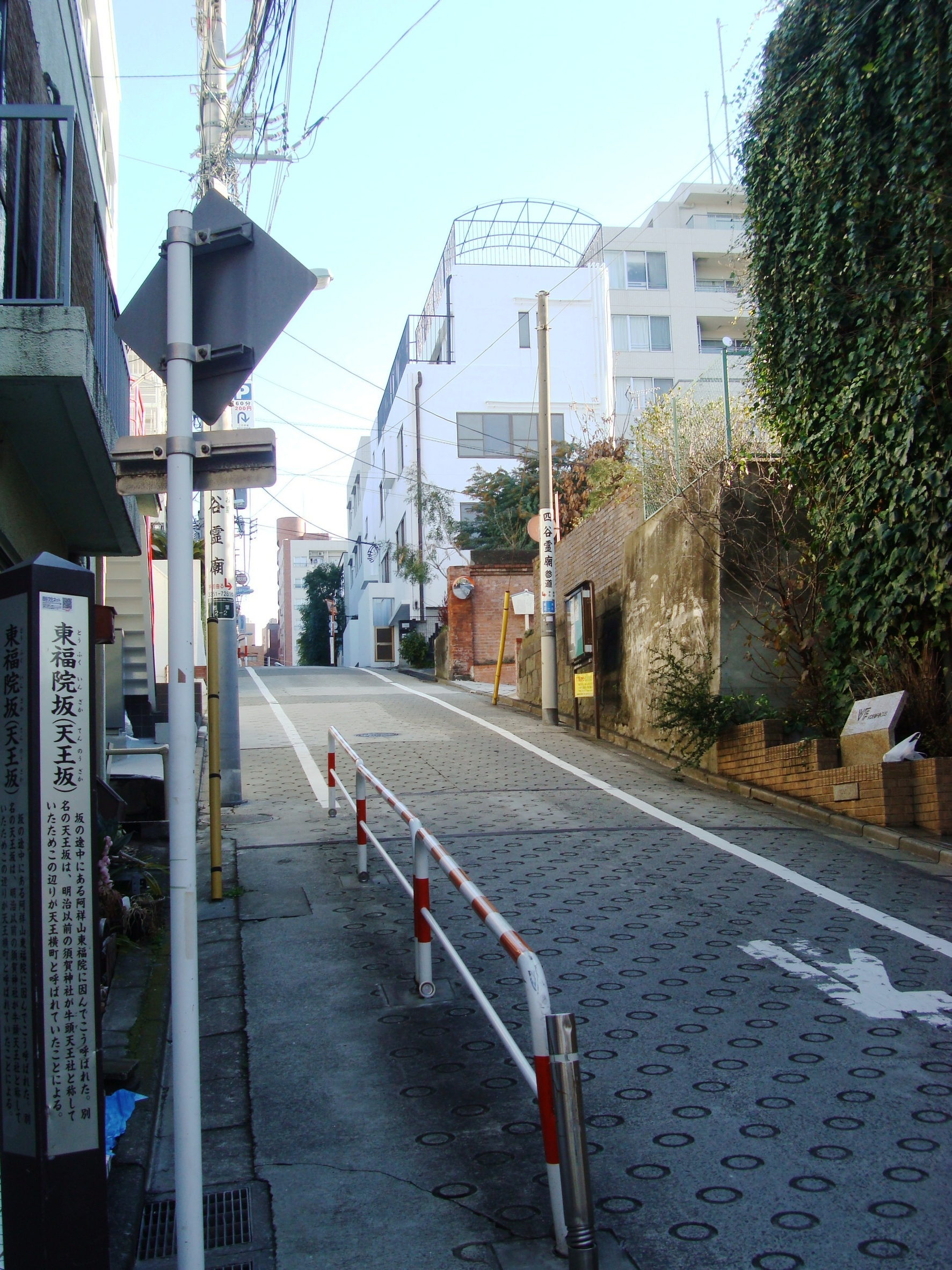
若葉2丁目的須賀坂
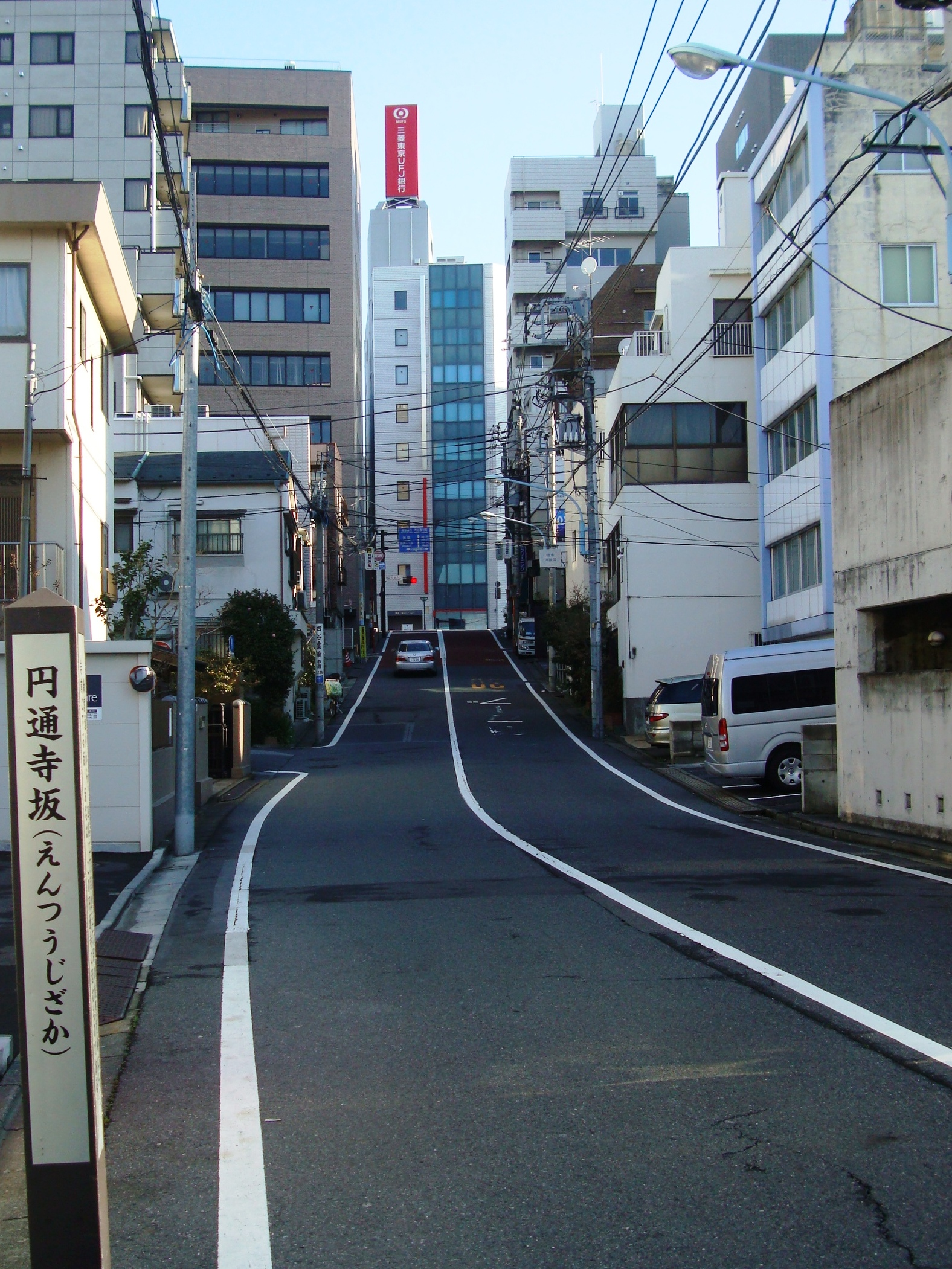
若葉2丁目的圓通寺坂

## 備註
1. ↑  『角川日本地名大辞典 13　東京都』、角川書店、1991年再版、P880
2. ↑  .   [2013-08-09]. （原始内容存档于2014-08-19）.
3. ↑  赤坂トンネル 的存檔，存档日期2014-10-20. 首都高速道路

## 外部連結
- 鮫河橋與所謂的貧民窟[永久]
- 新宿區役所 （页面存档备份，存于）